# Tàu vận chuyển cao tốc

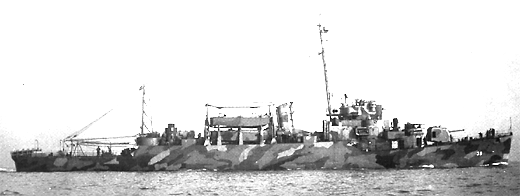
USS Barr (APD-39) (nguyên là tàu hộ tống khu trục DE-576) sau khi được cải biến thành một tàu vận chuyển cao tốc phụ trợ

Tàu vận chuyển cao tốc (tiếng Anh: high-speed transport) là những tàu khu trục và tàu hộ tống khu trục được Hải quân Hoa Kỳ cải biến và sử dụng trong các hoạt động tác chiến đổ bộ trong Chiến tranh Thế giới thứ hai và sau đó. Chúng mang ký hiệu lườn APD, trong đó "AP" là vận chuyển còn "D" là tàu khu trục (destroyer). Chúng được dự định sử dụng để đưa những đơn vị nhỏ như Biệt kích Thủy quân Lục chiến, các đội Phá hoại dưới nước (UDT: Underwater Demolition Team) hay biệt kích Lục quân đổ bộ lên bãi biển đối phương.Yarnall, Paul R. "High-speed Transport (APD) Amphibious Transport, Small (LPR) Photo Index". NavSource.org. Truy cập ngày 9 tháng 5 năm 2022.</ref> Mỗi tàu APD có thể vận chuyển 200 binh lính, tương đương quân số một đại đội, và khoảng 40 tấn hàng hóa. Khi cần thiết con tàu cũng có thể hỗ trợ hải pháo cho đơn vị tác chiến trên bộ. Tàu khu trục USS Manley trở thành chiếc tàu đổ bộ cao tốc đầu tiên của Hải quân vào ngày 2 tháng 8, 1940 khi nó được cải biến và xếp lại lớp thành chiếc APD-1.

## Phát triển
Trong giai đoạn Thế Chiến II đã khởi phát tại Châu Âu nhưng Hoa Kỳ chưa trực tiếp tham chiến (1939-1941), những tàu khu trục mới và hiện đại bắt đầu gia nhập hạm đội, nên những tàu khu trục cũ được tân trang cho những vai trò khác nhau: tàu tiếp liệu thủy phi cơ, tàu khu trục rải mìn hay tàu khu trục quét mìn. Như một sáng kiến mới, chúng cũng được cải biến thành những tàu vận chuyển nhanh để đưa binh lính được trang bị đầy đủ tấn công đổ bộ. Trong chiến tranh, những tàu hộ tống khu trục đóng mới hay chưa hoàn tất cũng được cải biến thành tàu APD.

### Cải biến các tàu khu trục sàn phẳng
Nhóm tàu APD đầu tiên (từ APD-1 đến APD-36) được cải biến từ một chiếc lớp Caldwell, 17 chiếc lớp Wickes và 14 chiếc lớp Clemson, tất cả đều là những tàu khu trục "sàn phẳng" (còn được gọi là tàu "bốn ống khói") được chế tạo vào cuối Chiến tranh Thế giới thứ nhất. Một số chiếc trước đó từng được cải biến thành tàu tiếp liệu thủy phi cơ hay những mục đích khác.
Trong quá trình cải biến, hai nồi hơi phía trước (trong tổng số bốn) cùng ống khói liên quan được tháo dỡ, khiến vận tốc giảm còn 25 kn (46 km/h)); chỗ trống có được dùng để bố trí chỗ nghỉ của 200 binh lính. Dàn hỏa lực ban đầu với bốn pháo 4 inch/50 caliber góc thấp, một pháo 3 inch/23 caliber phòng không và 12 ống phóng ngư lôi 21-inch được nâng cấp toàn diện với ba pháo 3 inch/50 caliber đa dụng hiện đại (cả chống hạm lẫn phòng không), một khẩu Bofors 40 mm và năm khẩu Oerlikon 20 mm phòng không, cùng hai đường ray và cho đến sáu máy phóng K-gun để thả mìn sâu. Thế chỗ cho các dàn ống phóng ngư lôi, con tàu lắp các cần trục (davit) để mang theo bốn xuồng đổ bộ LCPL (Landing Craft Personnel, Large). Sau này xuồng LCPL được thay thế bằng kiểu LCPR (Landing Craft Personnel, Ramped) có cửa dốc đổ bộ phía mũi.

### Cải biến các tàu khu trục hộ tống lớpBuckley
Nhóm tàu APD thứ hai (từ APD-37 đến APD-86) được cải biến từ 43 tàu hộ tống khu trục (DE) lớp Buckley, chế tạo từ năm 1943 đến năm 1945; hầu hết chúng được cải biến sau khi hoàn tất, nhưng có một số ít được cải biến ngay khi chế tạo. Hai chiếc khác được lên kế hoạch cải biến nhưng bị hủy bỏ do chiến tranh đã chấm dứt. Những chiếc này còn được gọi là lớp Charles Lawrence.
Trong quá trình cải biến, cấu trúc thượng tầng con tàu được mở rộng để lấy chỗ bố trí nơi nghỉ cho 162 binh lính. Dàn hỏa lực nguyên thủy bao gồm ba pháo 3 inch/50 caliber đa dụng và hai pháo Bofors 40 mm trên bệ nòng đôi được thay bằng một khẩu pháo 5 inch/38 caliber đa dụng và sáu pháo Bofors 40 mm trên ba bệ nòng đôi; sáu khẩu Oerlikon 20 mm nguyên thủy được giữ lại. Lớp Charles Lawrence cũng giữ lại ba ống phóng ngư lôi, cùng hai đường ray và cho đến tám máy phóng K-gun để thả mìn sâu. Chúng tiêu biểu thường mang theo bốn xuồng đổ bộ LCVP (Landing Craft Vehicle and Personnel) dưới các cần trục davit.

### Cải biến các tàu khu trục hộ tống lớpRudderow
Nhóm tàu APD thứ ba (từ APD-87 đến APD-139) được cải biến từ 51 tàu hộ tống khu trục lớp Rudderow, chế tạo từ năm 1943 đến năm 1945; tất cả chỉ ngoại trừ một chiếc được cải biến ngay khi chế tạo. Những chiếc này còn được gọi là lớp Crosley.
Việc cải biến cũng tương tự như đối với lớp Buckley, ngoại trừ dàn hỏa lực nguyên thủy có hai pháo 5-inch/38-caliber thay vì ba pháo 3 inch/50 caliber, và khẩu pháo 5-inch phía đuôi tàu được tháo dỡ.

## Phục vụ

### Trong Thế Chiến II
Trong giai đoạn Chiến dịch Guadalcanal, cả hai phe Đồng Minh lẫn Nhật Bản đều không thể có được ưu thế rõ rệt về hải lực và không lực để đảm bảo một chiến thắng hoàn toàn trong các hoạt động đổ bộ. Điều này đã đưa đến gia tăng sử dụng các tàu vận chuyển cao tốc, những con tàu lai kết hợp những chức năng của tàu vận tải và tàu khu trục. Khái niệm tàu vận chuyển cao tốc cung cấp đầy đủ hỏa lực cho con tàu để tự phòng vệ trước các tàu chiến nhỏ, đồng thời có thể hỗ trợ hỏa lực cho lực lượng mà nó vận chuyển và đổ bộ.
Các tàu APD đã đảm nhiệm những vai trò khó khăn, gian khổ. Chúng vận chuyển binh lính đến bãi đổ bộ, phục vụ hộ tống cho các tàu vận tải và tàu tiếp liệu, tuần tra chống tàu ngầm, khảo sát, hỗ trợ cho hoạt động của các đội phá hoại dưới nước (UDT: Underwater Demolition Team) và các đội biệt kích, vận chuyển nhân sự và thư tín đến các căn cứ tiền phương, cũng như tham gia các hoạt động quét mìn. Những chiếc APD thường xuyên bị tàu nổi, tàu ngầm và máy bay đối phương (bao gồm Kamikaze) tấn công, và nhiều chiếc đã bị đánh chìm hay hư hại nặng.

### Sau Thế Chiến II
Chín tàu vận chuyển cao tốc thế hệ "sàn phẳng" đã bị mất trong chiến tranh; 23 chiếc còn lại được tháo dỡ vào những năm 1945-1946. Một số chiếc APD thuộc các lớp Charles Lawrence và Crosley đã tiếp tục phục vụ trong các cuộc Chiến tranh Triều Tiên và Chiến tranh Việt Nam.
Một chiếc APD lớp Charles Lawrence đã bị mất trong Thế Chiến II, và 14 chiếc đã được chuyển cho hải quân các nước đồng minh trong thập niên 1960. Một chiếc được bán để sử dụng trong dân sự như một trạm phát điện nổi. 26 chiếc khác bị tháo dỡ. Đến ngày 1 tháng 1, 1969, ba chiếc còn lại được tái xếp lớp thành những "tàu vận chuyển đổ bộ nhanh" (LPR - Fast Amphibious Transport). 
Không có chiếc APD nào thuộc lớp Crosley mất trong Thế Chiến II, và 18 chiếc đã được chuyển cho hải quân các nước đồng minh. Trong số còn lại, chiếc USS Walter B. Cobb (APD-106) bị mất do tai nạn va chạm năm 1966, tám chiếc được bán để sử dụng trong dân sự như trạm phát điện nổi, và 18 chiếc khác bị tháo dỡ. Tám chiếc được tái xếp lớp thành những tàu vận chuyển đổ bộ nhanh (LPR) từ năm 1969. 